# اللغة البلبالية
اللغة الكورنجية أو البلبالية من لغات الصنغاي الشمالية ‏. وهي الأكثر شمالًا من لغات الصنغاي ويتحدث بها حوالي 3000 شخص حول واحة تبلبالة جنوب ولاية بشار الجزائرية، اسمها يعني حرفيا "«لغة القرية».

## الخصائص
رغم احتفاظها بالبنية الصنغاوية بشكل أساسي، إلا أنها متأثرة بشكل كبير جداً باللغة الأمازيغية والعربية؛ فحوالي 20% من قائمة المفردات الأساسية في قائمة سواديش المكونة من 100 كلمة تتكون من كلمات مستعارة من العربية أو الأمازيغية، ونسبة المعجم ككل أعلى بكثير. وفقًا لـلوكروا، فإن 40% من مفردات الكورنجية هي الصنغايوية و 30% تأتي من العربية والأمازيغية.

## الانتشار
يتحدث بالكورنجية في قرى كوارة (زاوية سيدي زكري) وإفرنيوا (الشرايع) ويامي (مخلوف) واحة تبلبالة جنوب ولاية بشار الجزائرية.

## الدراسات
الدراسات الوحيدة المنشورة عن الكورنجية بناءً على بيانات مباشرة هي للملازم كانسل (1908)، وهي عبارة عن مقال من 45 صفحة بقلم ملازم فرنسي يغطي القواعد الأساسية والمفردات واثنين من نماذج النصوص؛ شامبول (1969)، دراسة أنثروبولوجية تتضمن بعض المواد العرضية ذات الصلة لغوياً كالجمل والقوافي؛ تيلماتين (1991، 1996)، مقال (نُشر باللغة الألمانية، ثم أعيدت صياغته بالفرنسية) يعيد النظر في كانسل وشامبول ويضيف حوالي صفحة من البيانات الجديدة التي سجلها المؤلف؛ وسواغ (2010أ، 2010ب) الأول يناقش قضية قروض الأمازيغية الغربية في المعجم، والأخير يدرس تأثير الاتصال بالأمازيغية والعربية على قواعدها.
أصدرت المحافظة السامية للأمازيغية سنة 2021 قرصًا مضغوطا به نصوص شعرية غنائية (ستة نصوص) بالمتغير اللغوي "كورانجي" من تأليف وإشراف فني لمصطفى مخلوفي.

## التهديد
أدرجت اليونيسكو اللغة الكورنجية ضمن قائمة اللغات المهددة بالانقراض. فمعظم الآباء لم يعودوا يتحدثون بها مع أطفالهم، ويفضلون استخدام اللغة العربية. ومع ذلك، يتحدث بها السكان الأصليون الذين تزيد أعمارهم عن 35 عامًا وغالبية الأشخاص الذين تزيد أعمارهم عن 15 عامًا، ولكن لا تُدرس وليس لها أي مؤلفات منشورة، كما أنها تُستخدم أحيانًا في كتابة الرسائل الشخصية. وحتى لو كان بعض المتحدثين بها يعتبرونها جزءًا مهمًا من ثقافتهم، حيث أنها قليلة الفائدة، حتى في الواحة، فإنها تعتبر بشكل عام عائقًا أمام التدريس.

## وصلات إضافية
- Information on Korandje. (in PDF format; go to p. 163)
- Jabal al-Lughat- a linguistic مدونة لغوية من قبل الاختصاصي في اللغة الكورنجية Lameen Souag.